# Kanton Aspres-sur-Buëch
Aspres-sur-Buëch is een voormalig kanton van het Franse departement Hautes-Alpes. Het kanton maakte deel uit van het arrondissement Gap tot het op 22 maart 2015 werd opgeheven en de gemeenten werden opgenomen in het kanton Serres.

## Gemeenten
Het kanton Aspres-sur-Buëch omvatte de volgende gemeenten:
- Aspremont
- Aspres-sur-Buëch (hoofdplaats)
- La Beaume
- La Faurie
- La Haute-Beaume
- Montbrand
- Saint-Julien-en-Beauchêne
- Saint-Pierre-d'Argençon